# Frank Borzage
Frank Borzage (23. april 1893 i Salt Lake City, Utah, USA – 19. juni 1962 i Hollywood, Californien, USA) var en amerikansk filminstruktør.
Han debuterede som filmskuespiller i 1912, og som instruktør i 1916. Han skabte sig et navn med biografsuccesen Humoresque (1920), og blev kendt for romantiske film som Seventh Heaven (1927; Oscar), Bad Girl (1931; Oscar), Hemingway-filmatiseringen A Farewell to Arms (Farvel til våbnene, 1932) og History is Made at Night (En nat i Paris, 1937). Mod slutningen af 1930'erne gik hans sentimentale stil af mode, men han fortsatte som instruktør til 1959.
Han har fået en stjerne på Hollywood Walk of Fame.